# Magdalena (Nou Mèxic)
|  | Aquest article tracta sobre el poble mexicà. Vegeu-ne altres significats a «Magdalena (pastís)». |

Magdalena és un poble del comtat de Socorro, Nou Mèxic (Estats Units d'Amèrica). La població era de 913 al cens del 2000 (vegeu demografia).
L'observatori Very Large Array està situat a prop del poble.
El poble de Magdalena està situat a 34° 6′ 45″ N, 107° 14′ 16″ O / 34.11250°N,107.23778°O